# Euroregion Beskiden
Die Euroregion Beskiden (polnisch Euroregion Beskidy, tschechisch und slowakisch Euroregion Beskydy) ist eine Euroregion im nordöstlichen Grenzgebiet zwischen Tschechien, Polen und der Slowakei. Die Euroregion umfasst die Euroregion Teschener Schlesien aus drei Seiten sowie grenzt an die Euroregion Tatry im Osten.

## Entstehung
Sie wurde ursprünglich in Polen gegründet, nachdem die Stadt Bielsko-Biała den Anschluss an die im Jahr 1998 gegründete Euroregion Teschener Schlesien ablehnte. In ihr waren zunächst die Grenzgebiete der Slowakei und Polens in der Umgebung der Westbeskiden (siehe Beskidenvorland) vereint. Die tschechische Region kam am 21. April 2000 durch Vertragsunterzeichnung in Frýdek-Místek hinzu.

## Ziel
Hauptziel der Euroregion sind gemeinsame Aktivitäten zur ausgewogenen Entwicklung der Region, die Begegnung der Bewohner und Institutionen. Im letzteren Fall sollen vor allem Informationen und Erfahrungen ausgetauscht werden, die Arbeitsmarktsituation verbessert und die wirtschaftliche Entwicklung vorangetrieben werden. Gleichzeitig soll gemeinsam nach Lösung von Verkehrsproblemen und der Infrastruktur gesucht werden. Auch die Aufgaben des Umweltschutzes und der Lebensbedingungen sollen gemeinsam gelöst werden.

## Aufgabengebiete
Die Region besteht aus insgesamt sechs Arbeitskreisen.
- Wirtschaft, Handel, Industrie, wirtschaftliche Unterstützung der Klein- und Mittelbetriebe
- Post, Telekommunikation, Informationsvermittlung
- Land- und Forstwirtschaft, Lebensmittelindustrie
- Bildung und Schule, Hochschulbildung, Gesundheit
- Umweltschutz, Regionalplanung und -ausbau
- Touristik, Kultur, Sport

## Ausdehnung

### Höhere Verwaltungseinheiten innerhalb der Euroregion
Zur Euroregion gehören:
- in Tschechien der westliche Teil vom Okres Frýdek-Místek[1]
- in Polen die südlichen Teile der Woiwodschaft Schlesien sowie einige Gemeinden in der Woiwodschaft Kleinpolen
- in der Slowakei der Žilinský kraj.

### Kleinere Verwaltungseinheiten sowie Unterverbände innerhalb der Euroregion

#### Polen
Die polnische Seite besteht aus den Kreisen Bielsko, Żywiec, Sucha, Oświęcim und Myślenice, mit vier Städten und einundzwanzig Gemeinden – Bielsko-Biała, Czechowice-Dziedzice, Szczyrk, Żywiec, Bestwina, Buczkowice, Kozy, Porąbka, Wilamowice, Wilkowice, Czernichów, Gilowice, Jeleśnia, Milówka, Koszarawa, Kęty, Lipowa, Łękawica, Łodygowice, Rajcza, Ślemień, Świnna, Ujsoły, Węgierska Górka, Stryszawa, Zawoja und Pcim, auf deren Fläche von 1216 km² 343.575 Einwohner leben.

#### Slowakei
Der slowakische Teil besteht aus den sieben Städten Turzovka, Žilina, Bytča, Námestovo, Čadca, Kysucké Nové Mesto, Rajecké Teplice und zweiundvierzig weiteren Gemeinden.

#### Tschechien
Auf der tschechischen Seite haben sich innerhalb der Region sieben Unterverbände gegründet.
1. Verband der Städte und Gemeinden im Flusslauf der Ondřejnice: Brušperk, Hukvaldy, Fryčovice, Kozlovice, Krmelín, Palkovice, Stará Ves n./O, Staříč mit 19.295 Einwohnern.
2. Verband der Städte und Gemeinden im Flusslauf der Morávka: Dobrá, Dobratice, Krásná, Morávka, Nižní Lhoty, Nošovice, Pražmo, Raškovice, Staré Město, Vojkovice, Vyšní Lhoty mit 12.207 Einwohnern.
3. Schlesisches Tor (Slezská brána): Šenov, Vratimov, Bruzovice, Horní Bludovice, Kaňovice, Řepiště, Sedliště, Václavovice, Paskov mit insgesamt 22.347 Einwohnern.
4. Interessentenverband Frýdlantsko-Beskydy: Frýdlant n./O, Baška, Bílá, Čeladná, Janovice, Kunčice p./O, Lhotka, Malenovice, Metylovice, Ostravice, Pržno, Pstruží, Staré Hamry mit 25 577 Einwohnern.
5. Verband der Städte und Gemeinden im Flusslauf der Stonávka: Hnojník, Smilovice, Dolní Tošanovice, Řeka, Vělopolí, Horní Tošanovice, Střítež, Třanovice mit 5.433 Einwohnern.
6. Mikroregion Žermanická und Těrlická přehrada: Dolní Domaslavice, Horní Domaslavice, Lučina, Soběšovice, Těrlicko, Žermanice, Albrechtice mit 11.844 Einwohnern.
7. Verband der Städte und Gemeinden Frýdecko-Místecko: Frýdek-Místek, Staré Město, Sviadnov mit 64.690 Einwohnern.